# مكتب الأمن الرئيسي للرايخ
مكتب الأمن الرئيسي لرايخ  ((بالألمانية: Reichssicherheitshauptamt)‏ أو RSHA) كانت منظمة تابعة لهينريش هيملر بصفته المزدوجة شيف دير دويتشن بوليزي (رئيس الشرطة الألمانية) ورايشسفهرر- إس إس، رئيس شوتزستافيل للحزب النازي (SS). كان واجب المنظمة المعلن هو محاربة جميع «أعداء الرايخ» داخل وخارج ألمانيا النازية.

## التنظيم
وفقًا للمؤلف البريطاني جيرالد ريتلنجر، فإن مكتب الأمن الرئيسي لرايخ «أصبح بيروقراطية نموذجية مبالغ فيها... كان تعقيد مكتب الأمن الرئيسي لرايخ لا مثيل له... مع وجود ما لا يقل عن مائة... من الأقسام الفرعية، مموهة متواضعة لحقيقة أنها تعاملت الإبادة التدريجية التي خطط لها هتلر لعشرة ملايين يهودي في أوروبا». 
تم تقسيم المنظمة في أبسط صورها إلى سبعة مكاتب (termter):  
- Amt I ، «الإدارة والقانونية»، يرأسها فيرنر بيست. [4] في عام 1940، خلفه SS- Brigadeführer برونو سترياكنباخ. في أبريل 1944، تولى إريك ايرلينجر منصب رئيس القسم.
- Amt II ، «التحقيق الأيديولوجي» [4]
- Amt III ، «مجالات الحياة الألمانية» أو الشرطة الأمنية الألمانية، التي يرأسها SS- Gruppenführer Otto Ohlendorf ، خدمة جمع معلومات داخل ألمانيا. [4]
- Amt IV ، «قمع المعارضة»، التي تشكلت من Abteilung II و III من غيستابو (المعروف باسم Gestapo "sobriquet")، [3] برئاسة هاينرش مولر. [4] أدولف أيخمان، أحد المهندسين الرئيسيين للمحرقة. [5]
- AMT V «قمع الجريمة» [4] [6] كانت هذه هي الشرطة الجنائية التي تعاملت مع الجرائم الخطيرة غير السياسية، مثل الاغتصاب والقتل.
- Amt VI ، «جهاز المخابرات الخارجية» أو الشرطة الأمنية الألمانية، بقيادة SS- Brigadeführer Heinz Jost [4] ثم لاحقًا SS- Brigadeführer Walter Schellenberg .
- Amt VII ، «البحث والتقييم الإيديولوجي» كان إعادة تشكيل لـ Amt II تحت إشراف SS- Brigadeführer. [2] ولاحقا ترأسها SS- Obersturmbannführer Paul Dittel . كانت مسؤولة عن المهام «الأيديولوجية». وقد شمل ذلك إنشاء دعاية معادية للسامية ومعاداة الماسونية، وسبر الرأي العام ومراقبة تلقين النازيين من قبل الجمهور.

### القادة

العلم لرئيس SiPo و SD

| No. |                  | Chief of SiPo and SD                              | Took office       | Left office     | Time in office    |
| --- | ---------------- | ------------------------------------------------- | ----------------- | --------------- | ----------------- |
| 1   | راينهارد هايدريش | SS-Obergruppenführer راينهارد هايدريش (1904–1942) | 27 September 1939 | 4 June 1942 †   | 2 سنوات و250 أيام |
| -   | هاينريش هيملر    | Reichsführer-SS هاينريش هيملر (1900–1945) Acting  | 4 June 1942       | 30 January 1943 | 240 أيام          |
| 2   | إرنست كالتنبرونر | SS-Obergruppenführer إرنست كالتنبرونر (1903–1946) | 30 January 1943   | 12 May 1945     | 2 سنوات و102 أيام |